# Hans Bollmann (Journalist)
Hans Bollmann (* 6. Januar 1894 in Baalberge; † 1945) war ein deutscher Sportjournalist, der zu den erfahrensten Journalisten des nationalsozialistischen Deutschen Reiches gehörte. Er war Sportchef  des Deutschen Nachrichtenbüros (DNB) und ab 1939 stellvertretender Geschäftsführer und Personalchef des DNB.

## Leben
Er war der Sohn des Kaufmanns Bollmann aus Baalberge im anhaltischen Kreis Bernburg und dessen Ehefrau Anna geborene Sturm. Nach dem Besuch des Realgymnasiums in Potsdam studierte Hans Bollmann an den Universitäten Berlin und Rostock Neuere Sprachen und Geschichte. Seit 1912 gehörte er der Berliner Burschenschaft Markomannia an. Er promovierte zum Dr. phil. 1914 meldete er sich als Kriegsfreiwilliger und nahm aktiv am Ersten Weltkrieg teil. 1917 erhielt er eine schwere Kriegsverletzung, was sein Ausscheiden aus dem Heeresdienst bedeutete. Seit 1919 arbeitete Hans Bollmann als Journalist beim Scherl-Verlag in Berlin. 1926 wechselte er in Wolffs Telegraphisches Bureau (W.T.B.), wo er u. a. für die Sportschau des Monats zuständig war. Nachdem das W.T.B. zu Jahresbeginn 1934 im Deutschen Nachrichtenbüro aufging wurde Hans Bollmann im DNB der Hauptverantwortliche für den Sportdienst und war zuständig für 42 örtliche Sportdienste bzw. -matern. In dieser Funktion nahm er wesentlichen Anteil an der Gleichschaltung der Sport-Presse im Dienst des Nationalsozialismus. Er selbst war zum 1. Mai 1932 in die NSDAP (Mitgliedsnummer 1.096.167) und die SA eingetreten. Seinen Sitz hatte er in Berlin-Tempelhof, Hohenzollernkorso 39a. Seit 1933 war er im Reichsführerring des deutschen Sports. Am 1. Februar 1939 erfolgte seine Ernennung zum stellvertretenden Geschäftsführer des DNB, als solcher war er Personalchef.
Er war außerdem Beisitzer des Bezirksgerichts der Presse in Berlin und Leiter des Deutschen Sportpresseverbandes. Nach der Besetzung Berlins durch sowjetische Truppen beging Hans Bollmann Suizid.

## Familie
Hans Bollmann war mit Margarethe geborene Maag verheiratet.

## Schriften (Auswahl)
- Vom Werdegang der deutschen Sportpresse (= Zeitung und Zeit, Neue Folge, 4). Diesterweg, Frankfurt/M. 1938.